# Дельта Треугольника
Дельта Треугольника (δ Треугольника, лат. Delta Trianguli) — спектрально-двойная звезда, которая находится в созвездии Треугольник на расстоянии около 35 световых лет от нас.

## Характеристики
Дельта Треугольника состоит из двух компонентов, вращающихся вокруг общего центра масс на расстоянии около 0,11 а. е. друг от друга. Полный оборот по круговой орбите они совершают за 10,02 дня.

### δ Треугольника А
Дельта Треугольника А принадлежит к классу жёлтых карликов главной последовательности. Эта звезда имеет массу и диаметр 109 % и 98 % солнечных соответственно. Металличность варьируется в пределах от 13 до 31 % солнечной. Этот компонент является более массивным в системе.

### δ Треугольника В
Данная звезда плохо изучена. Она представляет собой оранжевый карлик спектрального класса K4 V. Однако исследователи говорят, что это лишь приблизительная оценка, поскольку на данный момент нет достаточно мощного инструмента, чтобы подтвердить это наверняка.

## Ближайшее окружение звезды
Согласно Йельскому каталогу ярких звёзд, система δ Треугольника принадлежит движущейся группе звёзд Дзеты Геркулеса. Следующие звёздные системы находятся на расстоянии в пределах 20 световых лет от δ Треугольника:
| Звезда      | Спектральный класс | Расстояние, св. лет |
| LP 245-10   | M V                | 1,8                 |
| L 1305-10   | M4-6 V             | 6,9                 |
| HR 483      | G1.5 V/M V         | 9,3                 |
| BD+47 612   | M1.5 Ve            | 9,5                 |
| θ Персея    | F7 V/M1 V          | 10,0                |
| ι Персея    | G0 V               | 11                  |
| υ Андромеды | F7-8 V             | 11                  |
| μ Кассиопеи | G5 VIp/M V-VI      | 16                  |
| BD+37 783   | G5 V               | 18                  |
| Каппа¹ Кита | G5 Ve              | 20                  |